# Herbjørg Wassmo

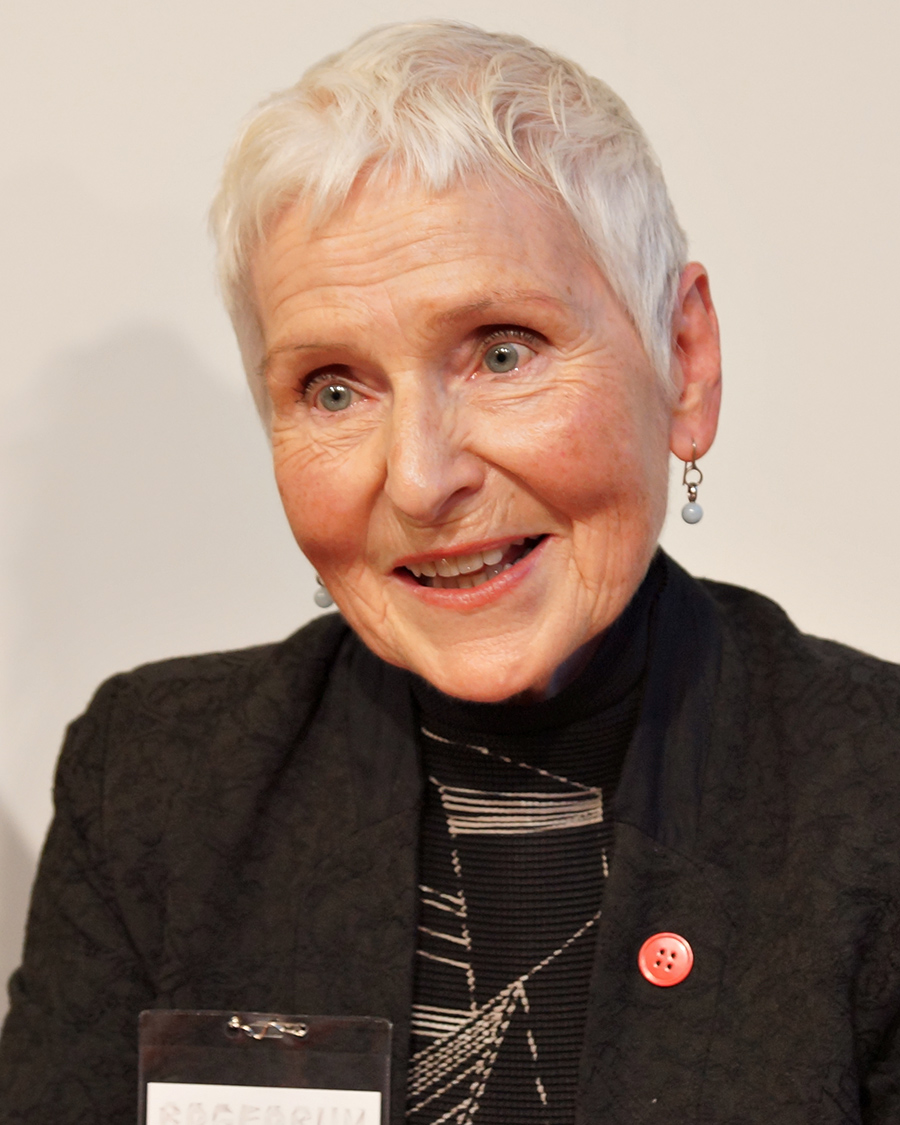
Herbjørg Wassmo, Copenhaga 2014

Herbjørg Wassmo (n. 6 decembrie 1942, Vesterålen⁠(d), Nordland, Norvegia) este o scriitoare norvegiană. Wassmo a lucrat ca profesoară în nordul Norvegiei până la debutul ei ca și scriitor. A debutat cu colecția de poeme Vingeslag.

## Scrieri
- Vingeslag (poezii, 1976)
- Flotid (poezii, 1977)
- Huset med den blinde glassveranda (roman, 1981)
- Det stumme rommet (roman, 1983)
- Juni-vinter (teatru, 1983)
- Veien å gå (roman documentar, 1984)
- Mellomlanding (teatru, 1985)
- Hudløs himmel (roman, 1986)
- Dinas bok (roman, 1989)
- Lite grønt bilde i stor blå ramme (poezie, 1991)
- Lykkens sønn (1992)
- Reiser - fire fortellinger (1995)
- Hemmelig torsdag i treet (literatură pentru copii, 1996)
- Karnas arv (roman, 1997)
- Det sjuende møte (roman, 2000)
- Flukten fra Frank (roman, 2003)
- Et glass melk takk (roman, 2006)